# Духовна Людмила Семенівна
Людмила Семенівна Духовна (азерб. Lyudmila Semyonovna Duxovnaya; нар.. 1944 року) — азербайджанська актриса театру і кіно, Народна артистка Азербайджану.

## Біографія
У 1965 р. Людмила Духовна закінчила Азербайджанський державний інститут мистецтв ім. М. А. Алієва.
Працює в Азербайджанському державному російському драматичному театрі ім. Самеда Вургуна з 1964 року і по теперішній час.
Зіграла понад 120 ролей. Має доньку Фатіму Ібрагімбекову і трьох онуків.

## Нагороди та премії
- Народна артистка Азербайджану (1991)
- Лауреат театральної премії «Золотий Дервіш» (1996 р.)
- Лауреат премії «Humay» (2005 р.)
- Дипломант Першого міжнародного радіо-фестивалю «Театр біля мікрофона» Союзу театральних діячів Росії та радіокомпанії «Голос Росії» (2010)
- Російська національна акторська премія імені Андрія Миронова «Фігаро» в номінації «За служіння російській репертуарному театру» (2016)

## Обрані ролі в театрі
- 1965 — «Знімається кіно» Е. Радзінський, реж. М. Ашумов, Блондинка
- 1968 — «Бал злодіїв» Ж. Ануй, реж. Г. Дроздов, Жюльєт
- 1968 — «Людина і джентльмен» Е. Де Філіппо, реж. М. Рехельс, Бічі
- 1969 — «Година пік» Е. Ставінський, реж.  Е. Бейбутов, Божена
- 1969 — «Навіщо ти живеш?» І. Касумов, Г. Сеідбейлі, реж. Г. Гюальахмедова-Мартинова, Лейла
- 1969 — «Солов'їна ніч» В. Єжов, реж. Д. Селімова, Ніночка, Зізі
- 1969 — «Хто прийде опівночі» М. Ібрагімбеков і Р. Ібрагімбеков, реж. Г. Дроздов, Рена
- 1970 — «Зупинитися, озирнутися» Л. Жуховицкий, реж. Е. Бейбутов, Ленка Волкова
- 1970 — «Злочин і кара» Ф. Достоєвський, реж. Д. Селімова, Дуня
- 1971 — «Валентин і Валентина» М. Рощин, реж. Г. Гюльахмедова-Мартинова, Валентина
- 1973 — «Самий останній день» Б. Васильєв, реж. Е. Алієв, Алка
- 1974 — «Своєю дорогою» Р. Ібрагімбеков, реж. Е. Бейбутов, Аня
- 1974 — «Берега і долі» Н. Хазрі, реж. Е. Бейбутов, Танзіля
- 1976 — «Минулого літа в Чулимске» А. Вампілов, реж. Е. Бейбутов, Валентина
- 1977 — «Отелло» В. Шекспір, реж. Г. Гюльахмедова-Мартинова, Емілія
- 1977 — «Будинок на піску», Р. Ібрагімбеков, реж. Р. Ібрагімбеков, Валя
- 1978 — «Іванов» А. Чехов, реж. Д. Селімова, Саша
- 1979 — «Загнана кінь» Ф. Саган, реж. Г. Гюльахмедова-Мартинова, Коралі
- 1979 — «На дні» М. Горький, реж. М. Мамедов, Настя
- 1979 — «Ультиматум» Р. Ібрагімбеков, реж. Р. Ібрагімбеков, Коломбіна
- 1 980 — «Мої надії», М. Шатров, реж. М. Мамедов, Надя Родіонова
- 1982 — «Людина, яка платить» І. Жаміака, реж. А. Нікольський, Елеонора
- 1982 — «Наодинці з усіма» А. Гельман, реж. Г. Гюльахмедова-Мартинова, Наташа
- 1983 — «Варвари» М. Горький, реж. Д. Селімова, Лідія
- 1984 — «Рядові» А. Дударєв, реж. А. Литко, Віра
- 1984 — «В кришталевому палаці» І. Ефендієв, реж. Д. Селімова, Айнур
- 1985 — «О, милий друг!» Гі де Мопассан, реж. Д. Селімова, Клотільда
- 1986 — «Диктатура совісті» М. Шатров, реж. Д. Лібуркін, Світлана
- 1988 — «Собака» В. Красногоров, реж. Н. Рябов, Вона
- 1989 — «Сімейне коло» Р. Ібрагімбеков, реж. О. Сафаралиев, Софія Михайлівна
- 1989 — «День страти» Ю. Самедоглу, реж. Д. Селімова, Дружина
- 1990 — «Отрута» М. Богомільний, реж. А. Шарівський, Джаноццо
- 1990 — «Публіці дивитися забороняється» Ж. Марсан, реж. Д. Селімова, Ніколь Гіз
- 1991 — «Гра тіней» Ю. Едліса, реж. Б. Лукинський, Клеопатра
- 1992 — «Останній строк» А. Распутін, реж. Р. Алієв, Анна Степанівна
- 1992 — «Хочу купити чоловіка» М. Задорнов, реж. А. Шарівський, Олена Володимирівна
- 1993 — «Сім'я по-французьки» Ж. Пуаро, реж. І. Таги-заде, Марлен
- 1993 — «Ланцюги Гіменея» Ш. Алейхем, реж. А. Шарівський, Сонечка
- 1994 — «Філумена Мартурано» Е. де Філіппо, реж. А. Шарівський, Філумена
- Рік випуску 1996 — «Священні чудовиська» Ж. Кокто, реж. І. Таги-заде, Естер
- 1997 — «Ах, Париж, Париж!» Ельчин, реж. А. Неймат, Віра — в Азербайджанському державному академічному національному драматичному театрі
- 1998 — «Зустрінемося на Торговій» В. Неверов, реж. А. Шарівський, Віра
- 1998 — «Недосяжна» С. Моем, реж. А. Шарівський, Кароліна
- 1999 — «Чоловік за викликом» А. Галин, реж. І. Таги-заде, Сирена
- 2000 — «Плачу вперед» Н. Птушкіна, реж. І. Таги-заде, Олімпіада
- 2002 — «Що завгодно?» У. Шекспір, реж. І. Таги-заде, Королева, Мальволіо
- 2003 — «Дивна місіс Севідж» Д. Патрік, реж. А. Шарівський, Місіс Севідж
- 2004 — «Змішані почуття» Р. Баер, реж. А. Шарівський, Христина Мільман
- 2009 — «Танець семи покривал» Ю. Ломовцев, реж. Б. Лукинський, Цариця Іродіада
- 2009 — «Квітка кактуса» Е. Берроуз, реж. А. Таги-заде, Місіс Дюран — антреприза
- 2010 — «Правда — добре, а щастя — краще!» А. Островський, реж. Б. Лукинський, Мавра Тарасівна
- 2011 — «Покер, гроші і любов» Т. Морозова-Короткова, реж. Б. Лукинський, Серафима Павлівна
- 2013 — «Нареченого викликали, дівчатка?» А. Іванов, реж. А. Шарівський, Анастасія Михайлівна
- 2017 — «Бульвар Сансет» В. Денисов, реж. І.Сафат, Норма Десмонд
- 2017 — «Меме» Н.Расулзаде, реж. Е.Мірабдуллаев, Привид бабусі Меме

## Фільмографія
- 1967 — «Слідство триває». Режисер Алі-Сяттар Атакишієв. Кіностудія «Азербайджанфільм».
- 1970 — «Шукайте дівчину». Режисер Гасан Сеидбейли. Кіностудія «Азербайджанфильм».
- 1972 — «Фламінго, Рожева птиця». Режисер Тофік Таги-заде. Кіностудія «Азербайджанфільм».
- 1989 — «Вакантне місце». Режисер Джахангір Шахмурадов. Кіностудія «Азербайджанфільм».
- 1993 — «Виставка». Режисери М. Гедрис і А. Шюш. Литовська кіностудія.
- 1997 — «На прізвисько Іка». Режисер Тимур Бекір-заде. Кіностудія «Азербайджанфільм», «Білорусьфільм».
- 1998 — «Неспокій». Режисер Раміз Гасаноглу. Телевізійний фільм.
- 2003 — «Істина». Режисер Раміз Фаталієв. Кіностудія «Азербайджанфільм».
- 2009 — «Кидає камені». Режисер Джавід Імамвердієв. Кіностудія «Азербайджанфільм».
- 2011 — «Де адвокат?». Режисер Ульвія Кенуль. Кіностудія «Азербайджанфільм»

## Книги
- «Букет для Духовної» Товариство «Книга» Азербайджанської Республіки, м. Баку, 2005 р.
- «Роман з театром» Товариство «Книга» Азербайджанської Республіки, м. Баку, 2014 р.